# 土堂 (弘前市)
土堂（つちどう）は、青森県弘前市の地名。郵便番号は036-8374。

## 地理
青森県道41号弘前環状線沿い南側に位置し、北は元薬師堂、東は石渡・藤代、南から南西にかけて熊嶋、西は高屋・横町に接する。

## 沿革
- 1889年（明治22年） - 藤代村の一部。
- 1891年（明治24年） - 当時の記録では人口258、戸数35、厩33であった。
- 1955年（昭和30年） - 弘前市の大字になる。

### 小字
小字として長瀬・早川がある。

## 世帯数と人口
2017年（平成29年）6月1日現在の世帯数と人口は以下の通りである。
| 大字              | 世帯数  | 人口  |
| ----------------- | ------- | ----- |
| 土堂 （小字全域） | 162世帯 | 412人 |

## 施設

### 工業
- ケミカルスクリーン
- 設備技研イワキ
- 水島組
- 山本建築

### 公共
- 土堂町会集会所

## 小・中学校の学区
市立小・中学校に通う場合、学区は以下の通りとなる。
| 大字 | 番地 | 小学校             | 中学校             |
| ---- | ---- | ------------------ | ------------------ |
| 土堂 | 全域 | 弘前市立致遠小学校 | 弘前市立第二中学校 |

## 交通
- 弘南バス
  - 土堂入口、土堂神社前（ミニバス 土堂・浜の町・栄町団地線）停留所。
  - 元薬師堂（弘前バスターミナル - 船沢・船沢 - 聖愛高校線）停留所。